# Schoham
Schoham (שֹׁהַם ‚Onyx‘, Plene:  שוהם) ist eine Stadt in Israel. Sie zählte im Jahr 2005 knapp 18.000 Einwohner, diese Zahl stieg bis 2018 auf 20.990. Die Stadt liegt im Zentralbezirk auf Hügeln an der Grenze zwischen der Scharonebene und den Hügeln von Samaria, 5 km östlich des Ben-Gurion-Flughafens. Schoham bildet eine Enklave in der umgebenden Gebietskörperschaft Chevel Modiʿin.
Die Stadt wurde 1993 als Vorort von Tel Aviv gegründet und deren Bau ist immer noch im Gange. Wegen der sehr hohen Lebensqualität, bedingt durch eine gute Planung, zog die neue Ortschaft eine soziokulturell hochstehende Bevölkerung an. Im israelischen Städtevergleich schneidet die Stadt unter den zehn besten ab.
Wie die Namen der benachbarten Dörfer Bareqet, Achlama (ehemaliger Namen von Beit Arif), Nofech und Leschem bezieht sich Schoham auf einen der 12 Edelsteine des Choschen, der Brusttasche, die zum Ornat des jüdischen Hohenpriesters gehörte (Exodus 28:17).
Einige archäologische Stätten, wie Chorvat Chani, wurden auf dem Stadtgebiet entdeckt. Diese, nicht jedoch Chorvat Chani, wurden in öffentliche Gärten integriert. In der Nähe der Stadt liegt ferner die Höhle Tinshemet cave.

## Persönlichkeiten
- Matan Baltaxa (* 1995), Fußballspieler